# Михеево (Медынский район)
Михеево — деревня в Медынском районе Калужской области России. Административный центр сельского поселеня «Деревня Михеево». Население — 359 человек.

## История
В Михеево, в Городском стане Медынского уезда, располагалась усадьба Колокольцевых
В 1782 году Михеево — деревня с пустошами Татьяны Михайловны Фроловой-Багреевой (Колокольцевой), обе стороны речки Руденки и вновь проложенной Медынской дороги.
Первый её муж — генерал-аншеф, временный главнокомандующий русской армией в ходе Семилетней войны, Яков Лукич Фролов-Багреев. Второй муж Татьяны Михайловны — Иван Алексеевич Юшков.
Татьяна Михайловна, сестра  барона Фёдора Михайловича Колокольцова,  действительного тайного советника, сенатора, одного из богатейших людей России. Упоминалась в письмах мужа своей племянницы, поэта и общественного деятеля Михаила Никитича Муравьёва . Тетка Аполлона Никифоровича Колокольцева, ротмистра.
Умерла в 1789 году.

## Население
| 2002 | 2010 |
| ---- | ---- |
| 361  | ↘359 |